# 罗贝尔·勒瓦瑟
罗贝尔·勒瓦瑟（法語：Robert Levasseur，1898年1月27日—1974年5月25日），法国男子橄榄球运动员。他曾代表法国参加1920年夏季奥林匹克运动会橄榄球比赛，获得一枚银牌。